# Matthias Nadolny
Matthias Nadolny (* 28. Februar 1957 in Hamburg) ist ein deutscher Jazzmusiker (Tenorsaxophon), Komponist und Hochschullehrer.

## Leben und Wirken
Nadolny begann 1972 mit Saxophonspiel und bildete sich als Autodidakt fort. Zunächst spielte er in lokalen Gruppen, bevor er mit Stefan Bauer und Ende der 1970er Jahre auch mit dem „Electric Circus“ von Toto Blanke tourte (Friends). Außerdem gehörte er zum Quartett von Reinhard Glöder, bevor er 1982 im eigenen Trio auftrat. Weiterhin spielte er im Quartett von Frank Wunsch, aber auch mit Adelhard Roidinger, Eje Thelin, Michel Herr, Trilok Gurtu und Bob Degen. Seit 1990 trat er mit Uli Beckerhoff auf und gründete bald darauf sein Duo mit Gunnar Plümer, mit dem er das Album You’ll Never Walk Alone vorlegte und 1996 beim JazzFest Berlin auftrat. Er arbeitete ferner im Duo mit John Taylor, aber auch mit Thomas Hufschmidt, John Abercrombie, John Surman, Lee Konitz, Maria de Fátima oder Silvia Droste. Weiterhin spielte er mit dem Tenoristen Paul Heller, aber auch mit Gerd Dudek und Claudius Valk. In der Skoda Workshop Band tourt er auch mit Maria Pia De Vito und Norma Winstone. Das mit Bob Degen eingespielte Album You’re My Everything erhielt 2016 den Vierteljahrespreis der Deutschen Schallplattenkritik.
Seit 1989 unterrichtet er an der Folkwang-Hochschule Essen. „Sein wandlungsfähiger, doch stets identifizierbarer viriler Ton und seine melodische Phantasie heben Matthias Nadolny unter den deutschen Tenorsaxophonisten hervor.“

## Lexigraphische Einträge
- Martin Kunzler: Jazz-Lexikon. Band 2: M–Z (= rororo-Sachbuch. Bd. 16513). 2. Auflage. Rowohlt, Reinbek bei Hamburg 2004, ISBN 3-499-16513-9.